# Historia de Tasmania

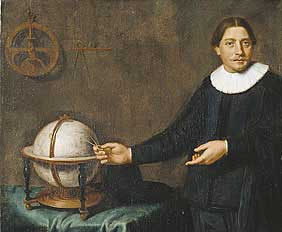
Abel Tasman.

Se cree que la isla de Tasmania estuvo unida al resto del continente de Australia hasta el final de la última glaciación hace unos 10 000 años, cuando una subida en el nivel del mar separó a Tasmania del resto del territorio. Para entonces, Tasmania ya estaba habitada por los primeros tasmanos, que se asentaron en la zona hace al menos 35.000 años. En el momento de la colonización británica, en 1803, había entre 5.000 y 10 000 habitantes autóctonos en Tasmania; la Guerra negra o Genocidio de Tasmania hizo desaparecer a toda la población autóctona.
El primer europeo en avistar la isla fue el explorador neerlandés Abel Tasman, el 24 de noviembre de 1642. Tasman la bautizó con el nombre de Anthoonij van Diemenslandt en honor del patrocinador de su viaje, el gobernador general de la Compañía Holandesa de las Indias Orientales Antonio van Diemen. Más tarde, los británicos acortarían el nombre a Tierra de Van Diemen (Van Diemen's Land).
El capitán James Cook pasó por la zona en 1777, aunque el primer asentamiento británico no se estableció hasta 1803. Éste fue fundado en Risdon Cove por un pequeño grupo proveniente de Sídney y bajo el mando del teniente John Bowen. Al año siguiente, se creó un asentamiento alternativo en Sullivan's Cove, en la ribera occidental del río Derwent, donde el agua fresca era más abundante. Este último asentamiento sería conocido como Hobart Town o Hobarton (la actual Hobart) en honor del entonces secretario de las colonias británico lord Hobart. El asentamiento en Risdon fue posteriormente abandonado.

## Genocidio de Tasmania o Guerra blanca
La Guerra negra o Genocidio de Tasmania comprende el período de conflictos entre colonos británicos y aborígenes de Tasmania a comienzos del siglo XIX. El comienzo de la guerra negra se sitúa en la instauración la ley marcial por el gobierno colonial entre los años 1828 y 1832. El término «Guerra negra» se usa también a veces para referirse a otros conflictos posteriores entre los colonos europeos y aborígenes australianos en  otros puntos de Australia continental.
Se informó de que las matanzas en masa de los aborígenes de Tasmania se habían producido como parte de la Guerra negra en Tierra de Van Diemen. La precisión de algunos de estos informes fue cuestionada en la década de 1830 por la Comisión del Gobierno Británico de Investigación, encabezado por el archidiácono (más tarde obispo) Robert Broughton y en el siglo XX por historiadores como N. J. B. Plomley en la década de 1960. La controversia en el nuevo milenio llegó después de manos del historiador Keith Windschuttle, en el año 2002, quien  puso en duda la exactitud de las cuentas de las masacres y las excesivas muertes, despertando una inmensa controversia en Australia.
Los primeros colonos fueron, en su mayor parte, presidiarios y sus guardianes militares. Pronto fueron creándose varias colonias penales por la isla, entre las que destacaron por su dureza y rigor las de Port Arthur y Macquarie Harbour.
Desde la llegada de los primeros barcos con colonos europeos en 1772 los habitantes autóctonos tasmanos fueron utilizados como fuerza de trabajo esclava y fuente de placer sexual, siendo torturados y mutilados. Se los había cazado y se habían vendido sus pieles a cambio de una recompensa del gobierno. Hacia 1830 el número de tasmanos se había reducido de unos cinco mil a solo 220 o 72, según las fuentes, que fueron finalmente recluidos hasta su muerte. En 1860 murió el último hombre tasmano; un miembro de la Royal Society of Tasmania, George Stokell, mandó abrir su tumba para hacerse una petaca con su piel. La última mujer palawa (tasmana), una mujer llamada Truganini o Trugernanner, murió en 1876. Entonces, el genocidio, como señala John N. Gray, se dio por concluido.

## Declaración de colonia independiente
La Tierra de Van Diemen fue declarada colonia independiente de la de Nueva Gales del Sur el 3 de diciembre de 1825.